# Guanto da baseball

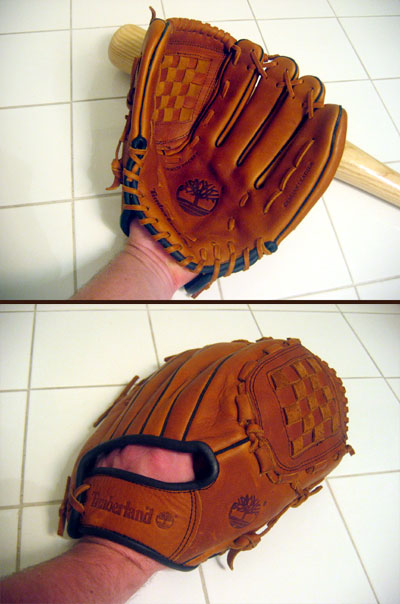
Un tipico guanto da interno o esterno. Visto frontalmente (alto) mostra l'interfaccia in cui viene presa la palla. visto posteriormente (basso) mostra il tessuto usato per aiutare a prendere la palla.

Il guanto da baseball è un grande guanto in pelle usato dai nove giocatori di baseball durante la fase difensiva del gioco, è utilizzato sia per ricevere le palle battute avversarie sia per ricevere i passaggi dai propri compagni di squadra. Viene indossato dai giocatori destri nella mano sinistra e dai mancini nella mano destra.
la struttura è la stessa sia nelle competizioni internazionali sia nel campionato italiano che in quello americano.

## Storia

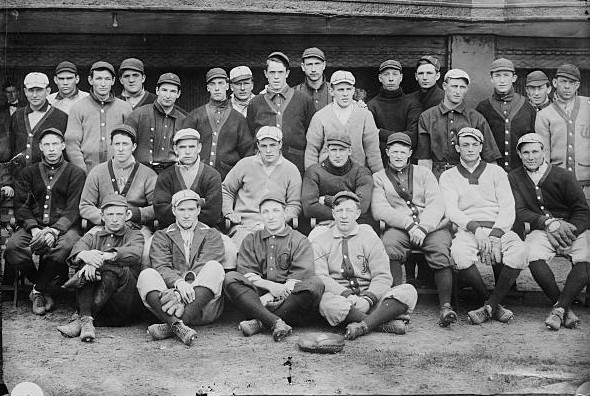
I Cincinnati Reds, una delle prime squadre ad utilizzare i guanti da baseball, 1909

Uno dei primi giocatori di baseball del campionato americano che hanno utilizzato per la prima volta un guanto fu Doug Allison nel 1870 allora giocatore dei Cincinnati Red Stockings chiamati attualmente  Cincinnati Reds dopo un infortunio alla mano sinistra. Il primo progetto di guanto fu eseguito nel 1885 da Charles Waitt il quale donò guanti colorati in pelle ai giocatori dei St. Louis Cardinals. I giocatori del periodo non accettavano l'idea del guanto, chi portava il guanto veniva chiamato "sissy" anche se in tempi brevi l'uso del guanto si sviluppò in tutto il campionato americano a cavallo tra il 1800 e il 1900, incentivato oltretutto dal fatto che una star del baseball di allora Albert Spalding, giocatore di prima base iniziò ad utilizzarlo.
I più semplici guanti del periodo erano fatti con uno strato in pelle, con le dita tagliate, come i guantini da ciclista, con un rinforzo in tessuto nella regione del palmo.
Nel 1920 fu Bill Doak, lanciatore dei St. Louis Cardinals, a suggerire l'idea di inserire tra il dito medio e il pollice una sorta di rete (l'attuale sacca interdigitale) in modo da creare una sacca per poter prendere al meglio le palle. Questa struttura generale è quella utilizzata attualmente anche se da quei primi anni la forma e i vari materiali sono modificati notevolmente.

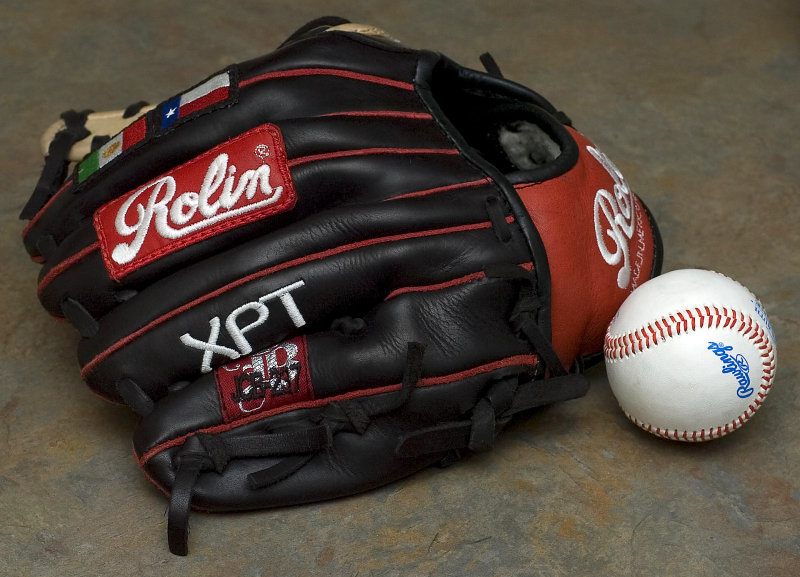
Un guanto da baseball e una Palla

## Struttura e dimensioni
Le dimensioni attuali sono varie e specifiche in base al ruolo, le maggiori differenze sono riscontrabili nel guanto del ricevitore e del prima base. In tutti gli altri ruoli le differenze sono minime, anche se necessarie per esplicare al meglio le azioni difensive. La forma standard presenta una dimensione variabile tra i 11-13pollici (circa 40 cm), misurabile tra la fine del mignolo in diagonale fino alla fine del pollice. In molti punti sono presenti lacci che consentono di regolarne a piacimento la flessibilità e internamente nella regione del palmo, e alla base delle dita sono presenti numerose imbottiture interposte tra i due strati di pelle, quello esterno e quello interno che a volte non è in pelle ed è e stretto contatto con la mano.

## Tipologie di guanto in base al ruolo

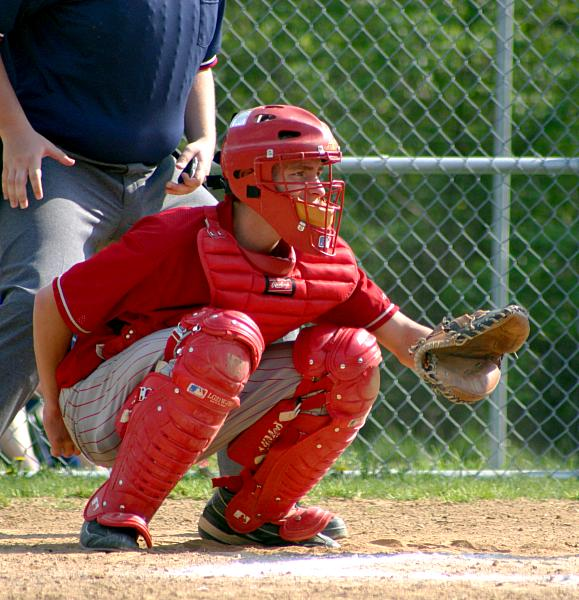
Un ricevitore con il proprio guanto

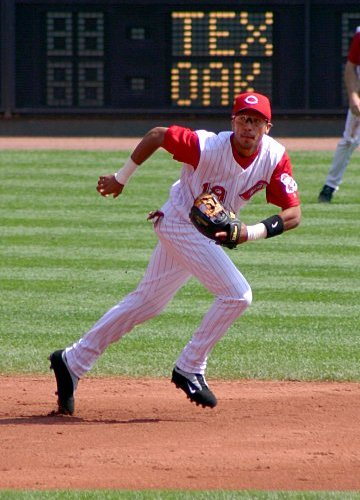
Un interno con il proprio guanto

Possono essere suddivisi in 5 tipologie di guanto anche se le differenze maggiori sono solo in 2 ruoli.

### Guanto da ricevitore
Il guanto da ricevitore è progettato per prendere, nel migliore dei modi e senza danni alla mano di chi lo indossa, palle lanciate dal lanciatore a 90 miglia orarie (160 km orari); di conseguenza presenta numerose imbottiture extra lungo tutto il perimetro della punta delle dite e le stesse sono unite insieme in un unico sacco. La circonferenza media di questa tipologia di guanti è 32-34 pollici (circa 60 cm).

### Guanto da Prima base
Il guanto da prima base presenta, come quello del ricevitore, dita unite ma a differenza dello stesso è molto meno imbottito e le dimensioni solo maggiori, è progettato per prendere, nel migliore dei modi, le palle tirate dagli interni nelle azioni difensive. Le dimensioni medie sono di 13-14 pollici (circa 45 cm).

### Guanto da interno
Rispetto ai guanti da prima base i guanti degli interni, (seconda base, terza base e interbase) sono notevolmente più piccoli, anche se in ogni ruolo la dimensione cambia.
Tra i tre il guanto più grande è del terza base, il guanto da interbase è il più piccolo, le dimensioni medie sono di circa 11-12 pollici (circa 40 cm). La sacca interdigitale è a forma di griglia e non un unico strato continuo di pelle.
Sono progettati per prendere nel migliori dei modi palle battute che rimbalzano nel terreno, il fatto che siano di dimensioni ridotte consente un più facile movimento durante l'azione difensiva.

### Guanto da esterno
Buona parte delle palle battute verso gli esterni sono palle da prendere "al volo" (prima che tocchino il terreno) di conseguenza le dimensioni sono maggiori rispetto ai guanti indossati dagli interni, di solito 13 pollici (circa 42 cm), e la sacca interdigitale è costituita da un unico strato continuo di pelle.

### Guanto da lanciatore
Presenta dimensioni medie di 12 pollici (circa30cm) e la sacca interdigitale è chiusa per impedire al battitore di vedere la mano sulla palla precedentemente alla fase di lancio.

## Maggiori produttori di guanti
- Louisville Slugger
- Nike
- Nokona
- Rawlings
- Spalding
- Kelley Athletic
- Wilson Sporting Goods
- Easton
- SSK
- Mizuno
- Akadema